# Горни-Дыбник
Горни-Дыбник (болг. Горни Дъбник; болг. дореф. Горни-Дѫбникъ) — село в Болгарии. Находится в Плевенской области, входит в общину Долни-Дыбник. Население составляет 2027 человек.